# Жумангарин, Серик Макашевич
Серик Макашевич Жумангарин (каз. Серік Мақашұлы Жұманғарин; род. 22 июля 1969, Актюбинск) — казахстанский политический деятель, заместитель премьер-министра.
Родился 22 июля 1969 года в Актюбинске.
Окончил Московский энергетический институт по специальности «теплофизика» (1993) и Карагандинский государственный университет им. Е. А. Букетова по специальности «финансы и кредит» (1997).

## Послужной список
- 1993—1994 — коммерческий директор МЧП «Тынай».
- 1994—2004 — директор МЧП «Медкорп», главный бухгалтер, затем директор МЧП «АСБ», директор представительства АО «Атырауский НПЗ», коммерческий директор ТОО «Компания Global», генеральный директор ТОО "Корпорация «Батыс Ойл Газ».
- 2005—2006 — заместитель начальника Отдела экономики и бюджетного планирования администрации г. Актобе.
- апрель-декабрь 2006 — начальник Отдела предпринимательства администрации г. Актобе.
- 2006—2007 — заместитель начальника Управления Агентства РК по регулированию естественных монополий по Актюбинской области.
- 2007—2008 — начальник Управления Агентства РК по регулированию естественных монополий по Актюбинской области.
- март-июнь 2008 — директор Департамента Агентства РК по регулированию естественных монополий по Актюбинской области.
- июнь 2008 — апрель 2010 — заместитель председателя Комитета торговли Министерства индустрии и торговли РК, директор Департамента развития торговли.
- апрель-июль 2010 — заместитель председателя правления ОАО «Казахстанское контрактное агентство».
- июль 2010 — ноябрь 2011 — заместитель, первый заместитель председателя правления АО "Национальное агентство по развитию местного содержания «NadLoc».
- 2012—2013 — директор Департамента региональной политики и межбюджетных отношений Министерства экономического развития и торговли РК; председатель Комитета регионального развития Министерства экономического развития и торговли РК.
- 2013—2014 — вице-министр регионального развития РК.
- 2014—2017 — председатель Комитета по регулированию естественных монополий и защите конкуренции Министерства национальной экономики РК.
- 2017—2019 — вице-министр национальной экономики РК.
- 2019—2020 — член Коллегии (министр) по конкуренции и антимонопольному регулированию Евразийской экономической комиссии.
- 2020—2022 — председатель Агентства по защите и развитию конкуренции РК.

С 15 августа по 2 сентября 2022 года — исполняющий обязанности заместителя Премьер-Министра — министра торговли и интеграции РК. Со 2 сентября 2022 года — заместитель Премьер-Министра — министр торговли и интеграции РК. Освобождён от должности министра 2 сентября 2023 года, с оставлением на посту вице-премьера. 6 февраля 2024 года переназначен, а 21 декабря 2024 года был освобождён от этой должности.
С 21 декабря 2024 года — заместитель Премьер-Министра — министр национальной экономики РК.
18 января 2025 года был избран председателем совета директоров фонда развития предпренимательства Даму.

## Критика и скандальные заявления

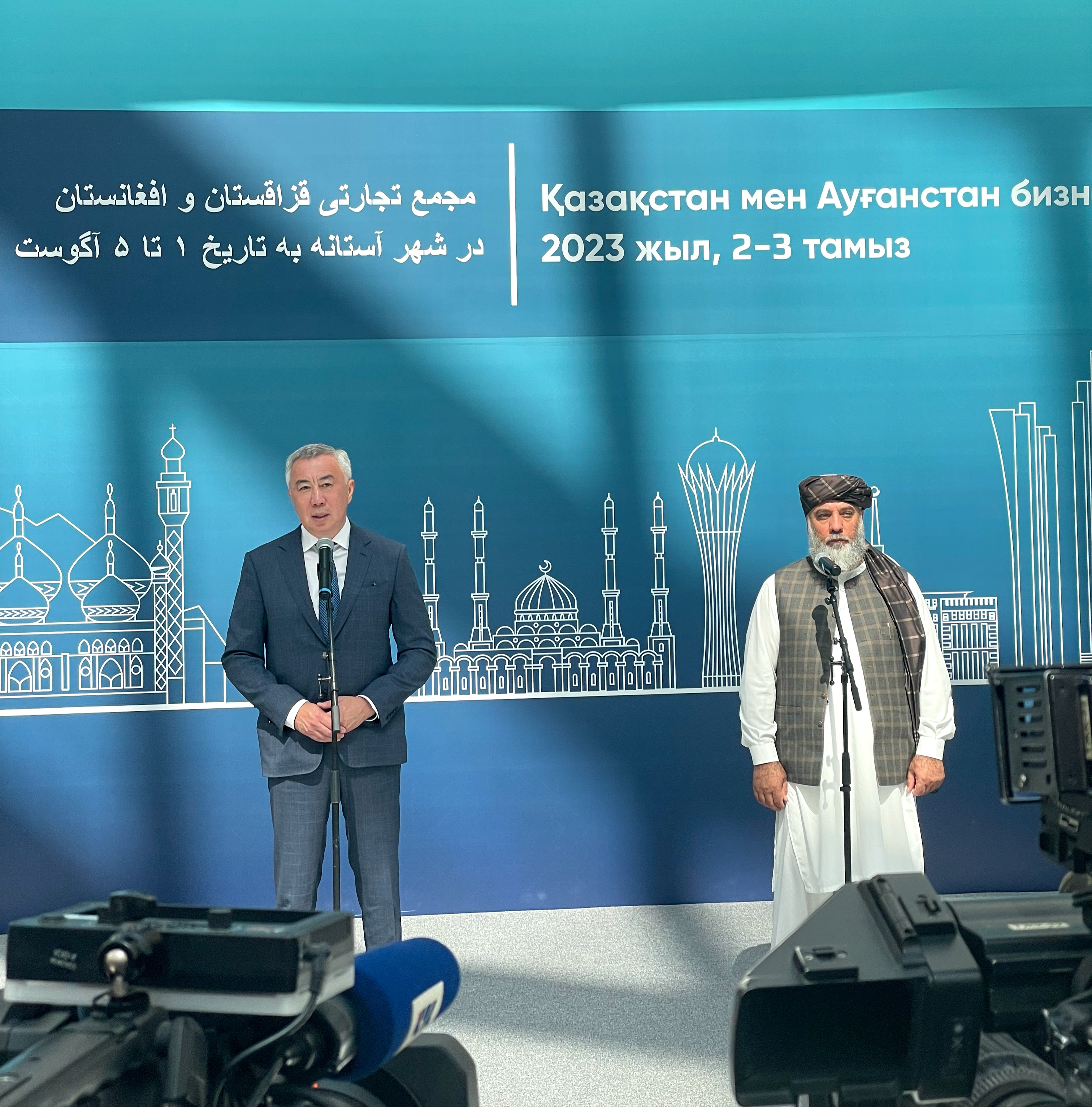
Серик Жумангарин (слева) и член Талибана, Министр торговли и индустрии Афганистана Нуриддин Азизи, 3 август 2023

### Ругань журналиста
В 2019 году, Жумангарин, который на тот момент был вице-министром, попал на видео, где угрожал журналистам «не выводить его из себя». Он за это получил много критики и через несколько дней признался, что «ушёл слишком далеко» и извинился.

### Обвинения в коррупции
В 2016 году, YouTube-канал "Бәсе" обвинил Жумангарина, который, на тот момент был главой Комитета по регулированию натуральных монополий и защите конкуренции Министерства национальной экономики, в «получении 10 квартир как взятки» и «регистрировании девяти из них на имя своей жены». 22 февраля 2023 года, он назвал эти обвинения «клеветой и фальсификацией информации, публикуемой интернет-каналом» и сказал, что купил эти квартиры за свои же деньги и не делал ничего незаконного.

### Афганско-казахстанский бизнес-форум
Несмотря на включение Талибана в списке террористических организаций и не признании его правительства над Афганистаном, Казахстан и его Министерство торговли и интеграции, на тот момент возглавляемое Жумангариным, провёл афганско-казахстанский бизнес-форум в Астане 3 августа, 2023 года. На форум пришли 200 афганских делегатов, и во время него, контракты стоимостью около 200 миллионов долларов были подписаны. Среди участников форума был сам Жумангарин и министр торговли и индустрии Афганистана Нуриддин Азизи.

### Комментарий о саранче
Когда Жумангарин говорил о проблеме саранчи-паразитов в Казахстане, он также упомянул, что саранчу научились принимать в пищу в других странах и что саранча оценивается как халяль. Эти слова вследствие неверной интерпретации в соцсетях вызвали возмущение, так как никакие насекомые никогда не были частью казахской кухни. На следующий день слова Жумангарина проверили специалисты сайта Factcheck.kz , специализирующиеся на проверке достоверности информации. Духовное управление мусульман Казахстана  подтвердило, что саранча является халяльной. А данные ФАО подтвердили, что около 1900 видов насекомых употребляют в мире в пищу https://factcheck.kz/claim-checking/pravda-li-chto-sarancha-halyalnyy-produkt/
Эти слова также раскритиковал депутат Ерлан Саиров.
Когда Жумангарина снова расспросили о его ныне скандальном заявлении, он сказал, что схожие "вбросы" говорятся им, чтобы "[СМИ] немного повеселились" в "напряжённой общественно-политической жизни" в стране, также он упомянул, что никогда на самом деле не предлагал гражданам кушать саранчу. Он также заверил, что в 2024 году в Казахстане не будет проблемы с саранчой.

## Награды
- Медаль «10 лет Астане»[14].
- Медаль «За вклад в развитие Евразийского экономического союза» (29 мая 2019 года, Высший Евразийский экономический совет)[15].
- Орден «Дустлик» (Узбекистан) (26 августа 2024)[16]
- орден «Курмет» (2014)
- орден «Парасат» (2021)  https://kapital.kz/dossier/zhumangarin-serik
- Медаль «10 лет Евразийскому экономическому союзу» (26 декабря 2024 года, Высший Евразийский экономический совет)[17].